# Afromelanichneumon silvaemontis
Afromelanichneumon silvaemontis là một loài tò vò trong họ Ichneumonidae.